# Hermann Weller
Hermann Weller (Schwäbisch Gmünd, 4 febbraio 1878 – Tubinga, 9 dicembre 1956) è stato un poeta e linguista tedesco, autore di componimenti poetici in lingua latina.

## Biografia
Dopo essersi laureato in lettere classiche a Tubinga, dal 1913 al 1931 Hermann Weller fu insegnante al ginnasio di Ellwangen e per qualche tempo diresse il ginnasio di Ehingen. Nel 1930 ottenne la cattedra di Indoeuropeo all'università di Tubinga.
Nel frattempo scriveva versi in lingua latina: partecipò numerose volte al Certamen Hoeufftianum, il prestigioso concorso di poesia latina bandito dall'Accademia Reale delle Arti e delle Scienze dei Paesi Bassi, vincendo dodici volte il primo premio e ottenendo numerose volte la gran lode (magnae laudis). Vinse inoltre la prima edizione del Certamen Locrense nel 1926. Era considerato l'Orazio del XX secolo, ed era diventato così famoso che nel 1931 il consiglio comunale di Ellwangen deliberò di intitolargli una strada cittadina.

## Elegia Y
Alla fine del 1937 sottopose alla giuria del Certamen di Amsterdam una elegia intitolata "Y" con la quale vinse la medaglia d'oro del 1938. L'elegia narrava di un sogno nel corso del quale le lettere dell'alfabeto latino volevano escludere la lettera "Y" dal loro consesso in quanto diversa dalle altre. La lettera Y cerca di convincere le altre riaffermando il suo diritto ad esistere per mezzo di argomenti razionali ed etici. Ma le altre rifiutano ricorrendo ad argomenti irrazionali e alla violenza. Un brusco risveglio mette fine all'incubo. Il carme di Weller era un evidente atto di accusa contro la politica razzista ed antisemita del nazionalsocialismo tedesco. C'è da aggiungere che Weller non ebbe fastidi per la sua satira antinazista; il che dimostra che la conoscenza del latino da parte dei gerarchi nazisti era alquanto modesta.

## Opere
- Hermann Weller, Anahita : Grundlegendes zur Arischen Metrik, yast v metrisch herausgegeben, ubersetzt und erklart von Hermann Weller, Stuttgart etc.: Kohlhammer, 1938
- Hermanni Weller et al., Homines primi : carmen praemio aureo ornatum in certamine poetico Hoeufftiano; accedunt tria carmina laudata, Amstelodami : Academia regia disciplinarum nederlandica, 1930
- Ardvisur Yast, Yast V., Weller H., Anahita : Grundlegendes zur arischen Metrik, Yast V metrisch, hrsg., ubers. und erkl. von H. Weller, Stuttgart : Kohlhammer, 1938
- Hermann Weller, Juventus renovata, Carmen, Amstelodami : Academia Disciplinarum Nederlandica, 1940
- Hermann Weller, Prometheus : carmen Hermanni Weller tubingani : in certamne poetico hoeufftiano magna laude ornatum, Amstelodami : Academia regia disciplinarum nederlandica, 1934
- Hermann Weller e Vittorio Genovesi, Disceptatio amantium Hermanni Weller, Et Roma caput mundi Victorii Genovesi, carmina certaminis poetici hoeufftiani, Amstelodami : Academia regia disciplinarum nederlandica, 1935
- Hermann Weller e Vincenzo Polidori, Alfredo Bartoli e Vittorio Genovesi, Prope sacellum Ioannis Pascoli Vincentii Polydori, Vicendemus...in aenigmate Hermanni Weller, Dulce solum Alafridi Bartoli, Satanas Victorii Genovesi, Primus Horatii magister Alafridi Bartoli, Amstelodami : Academia regia disciplinarum nederlandica, 1937
- Hermann Weller e Vittorio Genovesi, Y, Ara Pacis Hermanni Weller, Communia vitae, Vere novo Victorii Genovesi, Amstelodami : Academia regia disciplinarum nederlandica, 1938
- Hermann Weller, Templum divini spiritus, Amstelodami : Academia disciplinarum nederlandica, 1941
- Hermann Weller, Dismas, Amstelodami : Academia disciplinarum nederlandica, 1942
- Hermann Weller e Vittorio Genovesi, Taedium vitae, carmen Victorii Genovesi, Peregrina, carmen Hermanni Weller, Amstelodami : Academia disciplinarum nederlandica, 1943
- Hermann Weller, Hegesias : carmen praemio aureo ornatum in certamine poetico Hoeufftiano, accedunt quatuor carmina laudata, Amstelodami : Academia Regia disciplinarum Nederlandica, 1912
- Hermann Weller, Natale solum : carmen praemio aureo ornatum in certamine poetico Hoefftiano, accedunt duo carmina laudata, Amstelodami : Academia Regia, 1925
- Hermann Weller, Vestalis : carmen praemio aureo ornatum in certamine poetico Hoeufftiano; accedunt duo carmina laudata, Amstelodami : Academia Regia, 1927
- Hermann Weller, Ad astra et Res multum dissonae verbis : carmina in certamine poetico Houfftiano magna laude ornata, Amstelodami : Academia Regia disciplinarium, 1929
- Hermann Weller, Daedalus et Elpenor : carmen praemio aureo ornatum in certamine poetico Hoeufftiano, accedunt tria carmina laudata, Amstelodami : Academia Regia disciplinarum Nederlandica, 1924
- Hermann Weller, Europa : carmen praemio aureo ornatum in certamine poetico Hoeufftiano; accedunt quatuor carmina laudata, Amstelodami : Academia Regia disciplinarum Nederlandica., 1923
- Hermann Weller, Venus et Mars : carmen praemio aureo ornatum in certamine poetico Hoeufftiano; accedunt duo carmina laudata, Amstelodami : Academia Regia disciplinarum Nederlandica, 1926
- Hermann Weller, Carmina latina, Tubingae : sumptus fecit H. Laupp jr, 1938
- Hermann Weller, Lucius : carmen in certamine poetico Hoeustiano magna laude ornatum, Amstelodami : Academia Regia Disciplinarum Nederlandica, 1928